# Бояно
Бояно (на италиански: Bojano и Boiano) е град и община в италианския регион Молизе в провинция Кампобасо, Южна Италия.
Намира се в източните Апенини на 480 m надморска височина и има 8243 жители (1 януари 2009).
Основан е през 7 век пр.н.е. с името Бовианум и бил столица на сабелите или самнитите.
Българите на Алцек населяват и създават градовете Sepinum (Сепино), Bovianum (Бояно) и Изерния в регион Молизе. И до днес топонимите в тази италианска област са свързани с българите от VII век на Алцек. Според Павел Дякон през VII век те говорили все още на своя език, въпреки че употребявали и латински. Тук населението и до днес има носии, някои обичаи, гайди и отделни думи като българските, а в околията на гр. Бояно в с. Вичене – Кампокиаро в 1987 – 2007 г. е открит и проучен голям прабългарски некропол с гроба на Алцек, находките от които се съхраняват в музея в гр. Кампобасо. В гр. Челе ди Булгерия, Италия на 8 юни 2016 г. е открит паметник на кан Алцек.